# Humpty Dumpty (House M. D.)
Humpty Dumpty (en inglés: Humpty Dumpty y La Culpa en algunos países hispanohablantes) es el tercer episodio de la segunda temporada de la serie estadounidense House. El episodio fue estrenado en Estados Unidos el 27 de septiembre del 2005 y emitido en España el 25 de abril de 2006.
Alfredo es un joven latino que, trabajando para Cuddy, cae del techo de su casa. Internado en el hospital se presentarán síntomas que parecen no ser causados por la caída. Cuddy y House cometen errores que resultan irreversibles para la integridad física del paciente. House, Foreman y Chase entran en la casa de Cuddy y ésta revela aspectos de la relación entre ambos. El capítulo hace referencia a varios aspectos relacionados con la comunidad latina en Estados Unidos y contiene varias partes habladas en español en el original, incluyendo una interpretación del arrorró. House por su parte sorprende a todos hablando español perfectamente.

## Sinopsis
El título hace referencia a Humpty Dumpty una tradicional canción infantil inglesa sobre un extraño personaje huevo, Humpty Dumpty (literalmente traducible como Jorobadín Caidín), que se cayó de una pared y se rompió, sin que pudiera ser reparado. La canción dice:  

Humpty Dumpty sat on a wall,
Humpty Dumpty had a great fall.
All the king's horses,
And all the king's men,
Couldn't put Humpty together again.
Humpty Dumpty en una pared se sentó,
Humpty Dumpty de pronto se cayó.
Todos los caballos del rey,
y todos los hombres del rey,
No pudieron juntar a Humpty otra vez.

### Caso principal

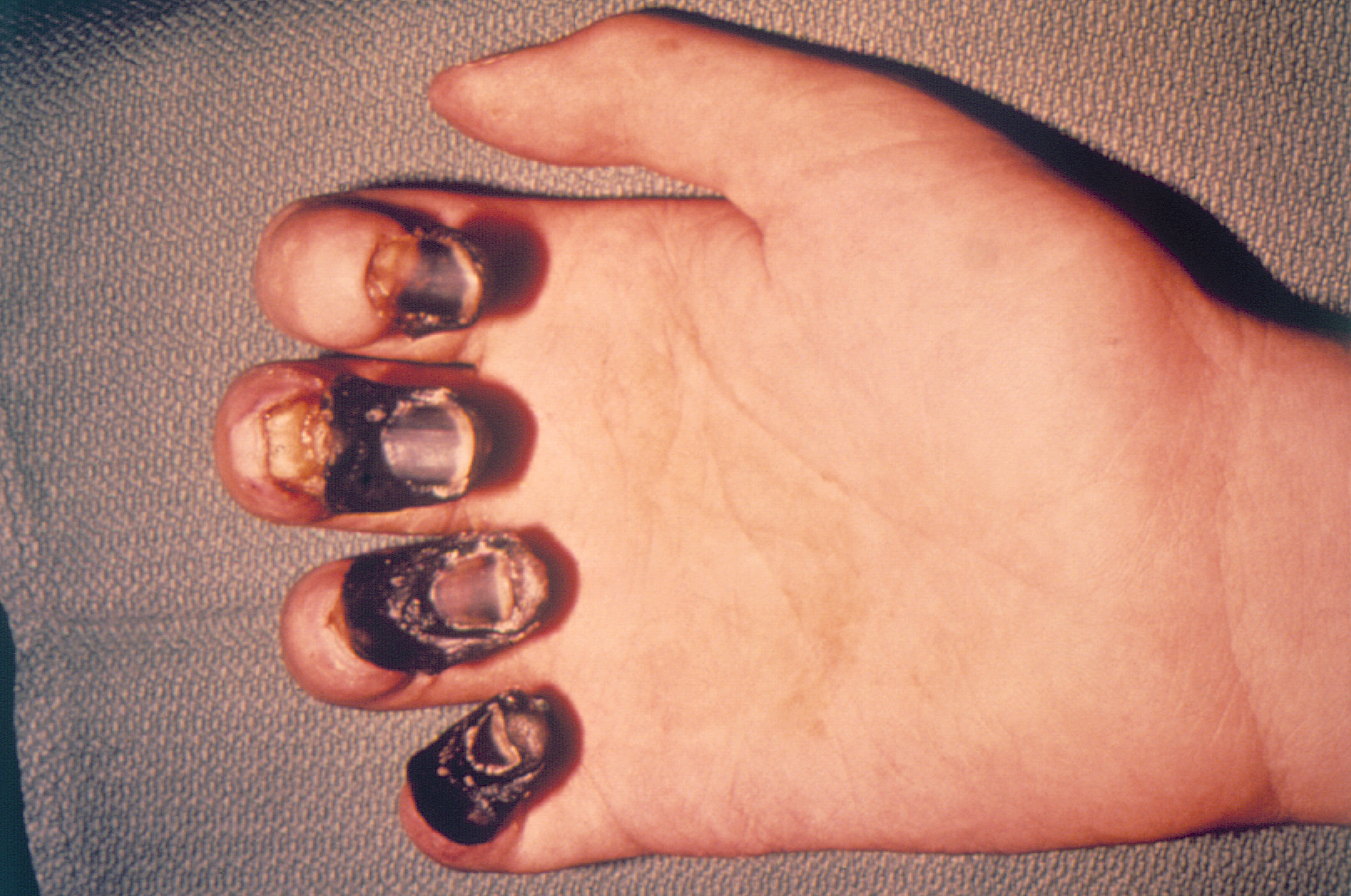
Alfredo es un albañil latino que trabaja desde niño para la Dra. Cuddy. Sufre un accidente de trabajo al caer del techo. Su mano se engangrena y debe ser amputada.

Alfredo (Ignacio Serricchio), un joven de 20 años probablemente mexicano -aunque el actor es argentino- que hace trabajos de handyman para Cuddy desde niño, le pide permiso para irse a su casa porque está muy afectado por el asma. Ella cree que quiere escaparse para ir a ver un partido de fútbol entre Argentina y México, y le dice que termine el trabajo que está realizando en el techo de su casa. Entonces, Alfredo cae desde el tejado al suelo. Una ambulancia los traslada a toda prisa al hospital. Alfredo ha sido inmovilizado con un cuello ortopédico, siente dolor en el pecho, no puede respirar y Cuddy ve que dos dedos se le han puesto morados.
Muy preocupada por su empleado, ya en el hospital, Cuddy recurre a House, quien desde un primer momento señala que podría haber coagulación intravascular diseminada (CID), indicando así que los dedos cianóticos parecen indicar la presencia de una afección previa y sin relación con la caída.
Stacy, la expareja de House y abogada del hospital, le aconseja a Cuddy mantenerse alejada de Alfredo, para evitar que diga cosas que puedan comprometerla legalmente. Cuddy se siente muy culpable del accidente y se ofrece a pagar los gastos médicos. Está preocupada porque Alfredo podría perder su mano y de esta manera, su medio de vida. 
Alfredo quiere irse del hospital para evitar que lo despidan de su empleo, pero Chase se da cuenta de que un tercer dedo se le está poniendo también morado. Cameron encuentra que el enfermo no coagula correctamente. House dice que si la mano está muriendo, podría perder también el brazo. Como Cuddy quiere que se salve a toda costa, manda que le administren proteína C humana activada (drotrecogin alfa activada comercializada como Xigris), lo que sorprende a House, ya que se trata de un antitrombótico que se utiliza solo en casos severos de sepsis. Invirténdo los clásicos papeles de ambos, House se opone a usar el medicamento, debido al alto riesgo de causar una hemorragia interna o un colapso. Pero Cuddy ignora la advertencia de House y ordena que le administren la medicación. Adoptando una inhabitual actitud de preocupación por la responsabilidad médica, House dice que la decisión de Cuddy "está al borde de la irresponsabilidad".  
De repente, Alfredo grita pidiendo ayuda porque no puede mover el brazo derecho. Chase informa a Cuddy que la proteína C le ha causado una hemorragia cerebral. Suspenden el tratamiento y Alfredo es trasladado urgentemente a neurocirugía. Cuddy presencia la operación, en la que detienen la hemorragia. Mientras Cameron lo examina, Alfredo sufre un acceso de tos. Los rayos x muestran una infiltración en los pulmones. Los dedos se le ponen más oscuros y le sube la fiebre. Cuddy trata de ver la relación entre esto y la caída de su tejado. Foreman sugiere que puede tratarse de una neumonía y la directora acuerda al recordar que Alfredo le había pedido dejar el trabajo antes del accidente porque ya se encontraba mal. House pide a Cuddy que se investigue en la casa del albañil para encontrar indicios de alguna causa. En secreto, House decide ir con Foreman y Chase a casa de Cuddy para investigar, ya que Alfredo ha pasado allí las últimas semanas. Mientras tanto le administran  Levaquin para combatir la neumonía.
Cuddy y Cameron encuentran una rata muerta bajo el armario de Alfredo. Las cicatrices que tiene en la mano deben ser mordiscos de rata, tiene estreptobacilos, lo que concuerda con los síntomas, pero House descubrió hongos aspergillus negros en las tuberías del lavabo de Cuddy, y es mucho más probable que se trate de una neumonía causada por el hongo. House ordena entonces cambiarle la medicación por anfotericina, otro médicamente peligroso. 

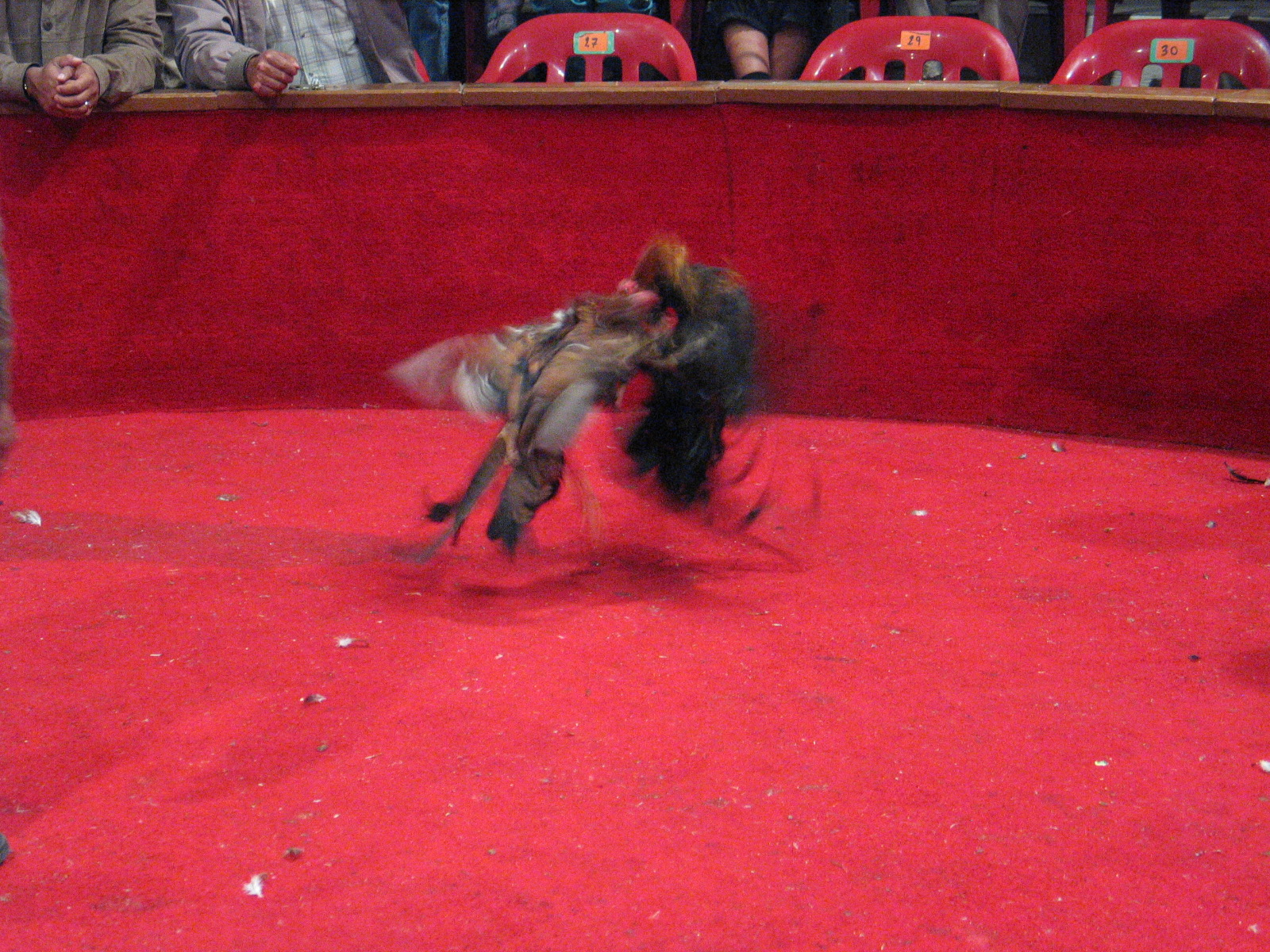
Alfredo es un entusiasta de las riñas de gallos, característica de la comunidad latina de Estados Unidos. Allí se contagia psitacosis, una enfermedad transmitida por las aves.

El paciente no mejora, la mano está mucho peor y los riñones dejan de funcionar a causa de la anfotericina. No es aspergillus ni estreptobacilos. Ante la confusión House va a ver al paciente y lo encuentra con su hermano menor discutiendo en español sobre el trabajo de "esta noche". Al examinarle la mano, House no duda en que debe ser amputada para evitar que la gangrena se extienda y sostiene una fuerte discusión con Cuddy, que quiere a toda costa salvar "su medio de vida". Finalmente Cuddy acepta pero se siente terrible y se sabe culpable. Durante todo el capítulo House cuestionará a Cuddy por insistir en que los síntomas están causados por la caída, señalando que se trata de un error de razonamiento provocado por el estado de emotividad que la causa la culpa.  
Durante la operación, los dedos de la otra mano empiezan a ponerse morados, incluso el meñique que en inglés es conocido como pinky (rosadito). A House esto le llama mucho la atención y comienza a pensar en una endocarditis, desde la cual la infección se traslada por el sistema circulatorio causando los síntomas en secuencia: la mano derecha, los riñones, la mano izquierda... Pero Cuddy recuerda que los análisis dieron negativo para endocarditis. Y el dato es precisamente el que House utiliza para resolver el caso: "¿qué infección puede causar neumonía y dar negativo en el cultivo de endocarditis?" La respuesta es psitacosis, una enfermedad transmitida por las aves. Solo resta saber dónde pudo haberla contraído. House sorprende a todos hablando en perfecto español con la madre de Alfredo, para saber qué hace Alfredo los sábados por la noche y manda a "la pandilla de Scooby" a encontrar algún lugar cerca de su casa donde se hagan apuestas. El equipo descubre que Alfredo se dedica a organizar peleas de gallos, pero para ese momento House ya había iniciado el tratamiento contra la psitacosis, sin esperar la confirmación.
Alfredo demanda al hospital por la mala praxis de Cuddy que lo llevó a perder la mano, y a ella le parece justo. Pagará el seguro. De ese modo su hermano menor, que es el mejor alumno de su clase, no tendrá que dejar la escuela para trabajar, como lo tuvo que hacer Alfredo.

### Atención clínica de rutina
House detesta realizar atención clínica de rutina porque lo aburre la ausencia de problemas médicos graves y complejos. En este capítulo Foreman atiende a un hombre afrodescendiente como él, de unos 60 años, que se fatiga con esfuerzos mínimos como caminar. Verifica que el paciente tiene la presión sanguínea un poco alta y le receta un medicamento que combina una droga para la presión con nitrato, explicándole que se trata de un médicamente especialmente dirigido hacia los afroamericanos, ya que se ha descubierto que éstos tienen una deficiencia de óxido nítrico -algo que es científicamente cierto.
Pocos días después el paciente volverá al hospital y será atendido por House. Allí este se entera de que el hombre desechó tomar el medicamento recetado por Foreman porque pensaba que era una droga racista. House entonces le vuelve a recetar la droga pero le dice al hombre que le va a dar "lo mismo que le damos a los republicanos". La actitud de House produce una discusión sobre racismo entre este y Foreman.

### Relaciones entre los personajes
En este capítulo Cuddy cuenta que House fue despedido cuatro veces antes que ella lo contratara seis años atrás, cuando fue designada directora del Hospital Escuela Princeton-Plainsboro de Nueva Jersey y que lo había conocido cuando ella aún era una estudiante de Medicina y él ya era una celebridad.
El capítulo muestra también un asomo de celos entre Cuddy, Stacy y Cameron, en relación con House.

### Hispanismos
Como el caso principal trata sobre un paciente latino, presumiblemente un mexicano -aunque el papel lo interpreta un actor argentino- el capítulo contiene varias referencias a la cultura e idioma de la comunidad latina en Estados Unidos.
El episodio tiene gran cantidad de alusiones a las condiciones precarias de trabajo de los latinos en Estados Unidos. De hecho Alfredo sufre un accidente de trabajo cuando se desempeña para Cuddy. También se pone en evidencia el trabajo infantil, ya que tanto Alfredo trabaja desde los 12 años, por lo que debió abandonar la escuela, y trata de evitar que a su hermano menor le suceda lo mismo. Alfredo menciona también que no tiene derecho a licencias por enfermedad, cuando dice que si permanece en el hospital será despedido de su empleo en un local de fast food donde realiza la limpieza.
Durante el capítulo se hacen referencias a algunas características de los latinos como su adhesión al catolicismo y su gusto por el fútbol y las riñas de gallos. Al comienzo Cuddy menciona que ese día jugaban las selecciones de fútbol de Argentina y México, curiosamente los países correspondientes a las nacionalidades del actor Ignacio Serricchio y de su personaje Alfredo, respectivamente.
También se revela que House habla muy bien el español, cuando interroga a la madre de Alfredo, en la que utilizando la ácida ironía que lo caracteriza, se despide diciendo sayonara.
Durante el episodio se habla varias veces en español, siendo el momento más destacado cuando la madre de Alfredo le canta el arrorró, la más clásica canción de cuna de las personas de habla hispana.

## Diagnóstico
Psitacosis contagiada en las peleas de gallos causante de coagulación intravascular diseminada (CID) y neumonía.

## Juego
Este capítulo aparece, con algunas variaciones, en el juego para móvil de Dr. House.

## Citas
- (Cuddy está muy preocupada por los síntomas que presenta un obrero que tuvo un accidente en su casa y House le dice): "Ojalá hubiese caído de cabeza, así no tendríamos esos síntomas".

- (House a Cuddy cuando este decide aceptar el caso y Cuddy manifiesta su preocupación por el futuro económico del paciente si le amputaran la mano): "¿Ganó puntos extras si finjo que me importa?".

- (Cuddy tiene a todo el equipo trabajando en el caso del obrero que se cayó desde su tejado): "Supongamos por un segundo que la Tierra no gira en torno al tejado de Cuddy ¿Y si estaba enfermo antes de su rifi rafe con la gravedad?".

- (House al momento de abrir la casa de Cuddy): "Les apuesto a que la abro en menos de 20 segundos".

Después de aceptar Chase y Foreman busca una llave bajo una maceta y exige que le paguen.
- (Al referirse a la relación entre Cuddy y House, Chase dice que son tan malos el uno con el otro que seguro que han hecho “cosas malas”): "Puedo ser malo con gente con quien no he tenido sexo, ya me conoces".

- (House a Cuddy que trata de no amputarle la mano a un paciente): "¿Quieres un final feliz? Lo siento, no tenemos".